# Slaget vid Wilderness
Slaget vid Wilderness utkämpades som en del av amerikanska inbördeskriget den 5-7 maj 1864. Resultatet blev oavgjort och båda sidorna förlorade flera tusen soldater.